# Гребе, Жак
Жак-Анри-Огюст Гребе (фр. Jacques-Henri-Auguste Gréber; 10 сентября 1882, Париж — 5 июня 1962, Париж) — французский архитектор и градостроитель. Специализировался в ландшафтной архитектуре и градостроительном проектировании. Активный сторонник стиля боз-ар, участник движения «Прекрасный город». Внёс большой вклад в планировку городов Филадельфия и Оттава.

## Биография
Сын парижского скульптора Анри-Леона Гребе (англ.), создавшего много скульптур для парков США. Учился в парижской Национальной высшей школе изящных искусств, которую окончил в 1908 году
После окончания школы занялся проектированием частных садов в США.
В преддверии празднования 150-й годовщины Декларации независимости США в 1926 году Гребе создал план площади к северу от Индепенденс-холла в Филадельфии. План включал создание большого обрамлённого мрамором коридора, окружённого с трёх сторон аркадами (каждая арка представляла по одному штату США) с павильоном в центре, где должен был находиться Колокол Свободы. План не был реализован; площадь Независимости (англ.) была создана в 1950-х годах по иному плану. Также Гребе сотрудничал с франко-американским архитектором Полем Кре (англ.) при создании в Филадельфии Музей Родена в 1926 году. Гребе не всегда пользовался популярностью у журналистов: одна филадельфийская газета обозвала его «Jack Grabber» (Джек Загребущий).
В период между мировыми войнами во Франции Гребе разработал планы развития таких французских городов, как Лилль, Бельфор, Марсель (1930), Абвиль, Руан, Нёйи, Монруж и ряда других. Тем не менее в США и Канаде он известен куда больше, чем во Франции.
Основными достижениями Гребе считаются:
- генеральный план аллеи Бенджамина Франклина (англ.) в Филадельфии, Пенсильвания, США, 1917 г.[4]
- генеральный архитектор Всемирной выставки в Париже в 1937 году
- план Гребе (англ.) развития Оттавы и Национальной столичной области Канады[5]. План, созданный в 1937—1950 годах (с перерывом в годы 2-й мировой войны), предусматривал расширение городских парков, создание серии аллей, а также Зелёного пояса вокруг города.

## Галерея работ

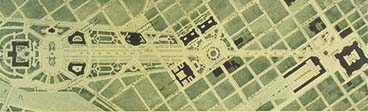
План аллеи Фермаунт (1917), ныне - аллея Бенджамина Франклина (англ.), Филадельфия, Пенсильвания
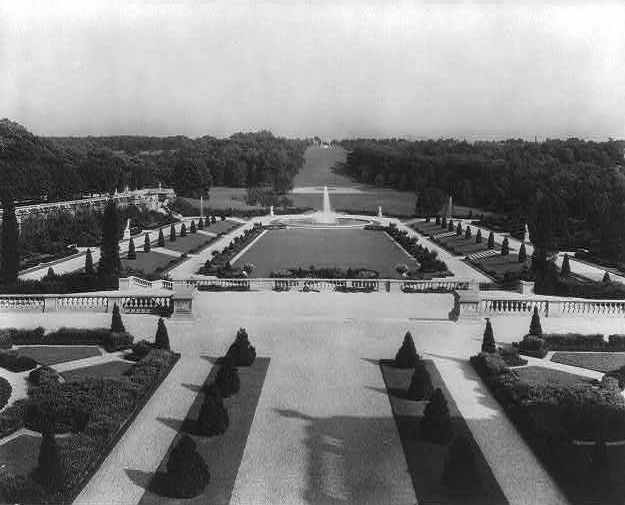
Сады в Уайтмарш-холле, поместье Эдварда Стоутсбери в Уиндмуре, Пенсильвания (1916-1921, снесены в 1980 году). Гребе создал в садах аллею длиной в милю, к востоку от поместья
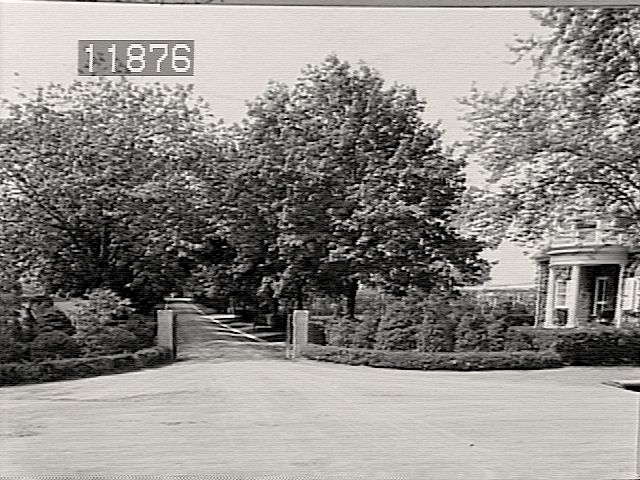
Сады в Линнвуд-холле (поместье Джозефа Уайденера, Элкинс-парк. Фотография 1916 года
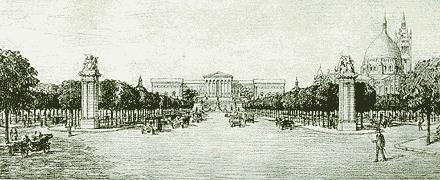
Вид на музей (1918). Аллея Бенджамина Франклина, Филадельфия, вид на северо-запад с 20-й улицы
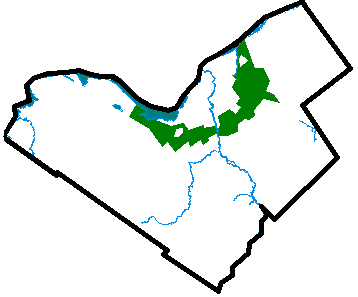
Зелёный пояс, окружающий г. Оттава (план Гребе 1950 года)